# Richard Montgomery
Richard Montgomery (Swords, 2 dicembre 1738 – Québec, 31 dicembre 1775) è stato un generale irlandese.
Servì dapprima la Gran Bretagna durante la guerra franco-indiana e poi le colonie americane durante la guerra d'indipendenza americana, come generale di brigata del Continental Army.

## Biografia
Nato in Irlanda, figlio di Thomas Montgomery un politico irlandese membro del parlamento aveva un fratello, Alexander Montgomery e un cugino Alexander Montgomery entrambi membri del parlamento della città di Donegal Town, dove Richard visse la sua infanzia, studiò fra l'altro latino e retorica in una scuola vicino a Belfast.
Nel 1754 si iscrive nel Trinity College di Dublino, non riuscendo però a terminare gli studi. e il 21 settembre 1756 entrò nell'esercito. Nel 1757 venne distaccato ad Halifax e successivamente partecipò all'assedio di Louisbourg sotto gli ordini del generale James Wolfe. In seguito partecipò alla presa dei forti francesi sul lago Champalain con Jeffrey Amherst. Nel 1762 venne promosso capitano e partecipò a una spedizione contro la colonia francese della Martinica.
Dopo essersi stabilito nello Stato di New York ed essersi dedicato a lavori agricoli venne travolto dagli eventi che sfociarono nella guerra d'indipendenza americana. Dopo essersi schierato dalla parte dei ribelli, venne nominato delegato al congresso provinciale di New York e nominato generale di brigata dell'Esercito continentale.
Nel 1775 tentò l'invasione del Canada. Il 13 novembre conquistò senza gravi perdite Montréal. Lasciata la città appena presa si diresse alla volta del Québec alla testa di soli 300 uomini. Il 31 dicembre, durante l'assedio della roccaforte inglese di Québec, rimase ucciso nel corso di un assalto. Venne seppellito a New York nel cimitero della St. Paul's Chapel.
Massone, fu membro della Unity Lodge No. 18.

## Memoria
Richard Montgomery venne subito celebrato come un eroe nazionale. Gli furono intitolate contee in Maryland, Pennsylvania, Ohio, Kansas, Indiana, Arkansas, New York, Missouri, Virginia, Illinois, Kentucky, Georgia e Carolina del Nord. La capitale dell'Alabama è a lui intitolata.